# Černogolovka
Černogolovka (rusky Черноголо́вка) je město v Moskevské oblasti Ruské federace. Při sčítání lidu v roce 2010 měla přes dvacet tisíc obyvatel.

## Poloha
Černogolovka leží na severovýchodě Moskevské oblasti směrem k hranici s Vladimirskou oblastí. Od Moskvy samotné je vzdálena zhruba 40 kilometrů na severovýchod, od Noginsku přibližně 20 kilometrů na sever.

## Dějiny
Nejstarší zmínka je z roku 1710, kdy byla Černogolovka pouhou vesnicí na cestě z Noginsku do Trojicko-sergijevské lávry.
Na rozkvětu sídla má podíl chemik a fyzik Nikolaj Nikolajevič Semjonov, z jehož popudu zde vznikl výzkumný ústav fyzikální chemie. Od roku 1965 je zde také Ústav teoretické fyziky L. D. Landaua, čímž se opět zvýšil význam sídla zejména jako vědeckého střediska.
Od roku 2001 je Černogolovka městem.